# MirrorMask
MirrorMask é um filme britânico-estadunidense de 2005, gênero fantasia, dirigido por Dave McKean e escrito por Neil Gaiman e Dave McKean.

## Elenco
- Jason Barry .... Valentine
- Rob Brydon .... Pai da Helena/Primeiro-Ministro
- Stephanie Leonidas .... Helena/Anti-Helena
- Gina McKee .... Joanne/Rainha das Trevas/Rainha da Luz
- Dora Bryan .... Nan
- Stephen Fry .... Bibliotecário
- Fiona Reynard .... Recepcionista
- Nik Robson .... Pingo